# Stara Chudoba (powiat oleski)
Stara Chudoba – osada w Polsce, położona w województwie opolskim, w powiecie oleskim, w gminie Olesno.